# Młodość (film 2015)

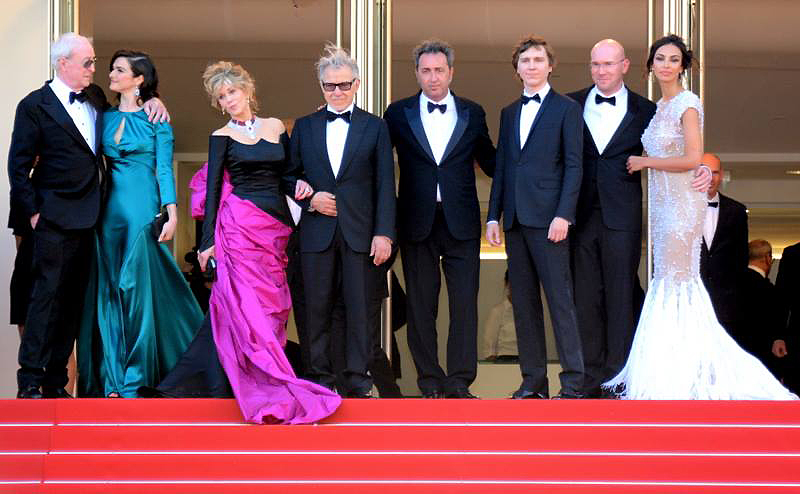
Reżyser i obsada, podczas premiery obrazu na 68. MFF w Cannes, 20 maja 2015 r.

Młodość (ang. Youth) – włosko-francusko-szwajcarsko-brytyjski komediodramat z 2015 roku w reżyserii i według scenariusza Paola Sorrentino. Zdjęcia kręcono w Szwajcarii (Flims, Davos) oraz we Włoszech (Rzym, Wenecja).

## Obsada
- Michael Caine jako Fred Ballinger
- Harvey Keitel jako Mick Boyle
- Rachel Weisz jako Lena Ballinger
- Paul Dano jako Jimmy Tree
- Jane Fonda jako Brenda Morel
- Roly Serrano jako Diego Armando Maradona
- Alex Macqueen jako Wysłannik Królowej
- Luna Zimic Mijovic jako Młoda masażystka
- Robert Seethaler jako Luca Moroder
- Tom Lipinski jako Zakochany scenarzysta
- Chloe Pirrie jako Scenarzystka
- Alex Beckett jako Scenarzysta intelektualista
- Nate Dern jako Dowcipny scenarzysta
- Mark Gessner jako Nieśmiały scenarzysta
- Ed Stoppard jako Julian Boyle
- Paloma Faith jako Paloma Faith
- Madalina Ghenea jako Miss Universe

## Premiera i dystrybucja
Światowa premiera filmu nastąpiła 20 maja 2015 podczas 68. MFF w Cannes, w ramach którego obraz brał udział w konkursie głównym. Następnie film był prezentowany na międzynarodowych festiwalach m.in. w Karlowych Warach, Toronto i Londynie.
Polska premiera filmu nastąpiła 18 września 2015. Dystrybucję obrazu na terenie Polski prowadził Gutek Film.
Obraz został dedykowany reżyserowi Francesco Rosiemu.

## Nagrody i nominacje
68. MFF w Cannes
- nominacja: Złota Palma − Paolo Sorrentino

73. ceremonia wręczenia Złotych Globów
- nominacja: najlepsza aktorka drugoplanowa − Jane Fonda
- nominacja: najlepsza piosenka Simple Song #3 − David Lang

28. ceremonia wręczenia Europejskich Nagród Filmowych
- nagroda: Najlepszy Europejski Film − Paolo Sorrentino
- nagroda: Najlepszy Europejski Reżyser − Paolo Sorrentino
- nagroda: Najlepszy Europejski Aktor − Michael Caine
- nominacja: Najlepszy Europejski Scenarzysta − Paolo Sorrentino
- nominacja: Najlepsza Europejska Aktorka − Rachel Weisz

20. ceremonia wręczenie Satelitów
- nominacja: najlepsza aktorka drugoplanowa − Jane Fonda

18. ceremonia wręczenia Orłów
- nagroda: najlepszy film europejski − Paolo Sorrentino (Włochy)

41. ceremonia wręczenia Cezarów
- nominacja: najlepszy film zagraniczny − Paolo Sorrentino (Włochy)